# Janus Hellemons
Janus Hellemons (Hoeven (Halderberge), 20 de julho de 1912 — Bleiswijk, 14 de janeiro de 1999) foi um ciclista holandês. Ele terminou em último lugar no Tour de France 1938.